# Сумино (Харовский район)
Сумино — село в Харовском районе Вологодской области.
Входит в состав Ильинского сельского поселения, с точки зрения административно-территориального деления — в Ильинский сельсовет.
Ближайшие населённые пункты — Золотогорка, Плешавка, Демушиха.
По переписи 2002 года население — 11 человек.